# أوكتاف هودا
كامل سلمان الجبوري (2003). معجم الأدباء من العصر الجاهلي حتى سنة 2002م. بيروت: دار الكتب العلمية. ج. 1. ص. 434. ISBN:978-2-7451-3694-7. LCCN:2003489875. OCLC:54614801. OL:21012293M. QID:Q111309344.
أوكتاف هودا (بالفرنسية: Octave Houdas)‏ (1840 - 1916 م) هو مستشرق فرنسي.
عُني بتاريخ السودان بمعناه الواسع.